# 蠻荒的童話
《蠻荒的童話》是1991年上映的一部香港電影，本片於泰國取景，由盧堅執導，張耀揚、溫碧霞主演。

## 劇情簡介
醒目是一名扒手，他經常以假扮警察來拿回贓物，一次，醒目任務失敗，所以被大佬豪哥教訓，他要求醒目在72小時內拿回贓物，不然便殺了他的手下，並閹割威。
另一邊，途人阿May被醒目手下把贓物放進了May的口袋裏，醒目得知此事後，千方百計要把May捉回來，拿回贓物，同時May的男友Alex因為闖禍而被拘留在緬甸，此時，一場緬甸的驚險之旅要開始了...

## 演員表
| 演員   | 角色   | 粵語配音 | 介紹                                                  |
| 張耀揚 | 醒目   | 黃志成   | 扒手，常假扮警察 阿美之冤家，後漸漸喜歡大家           |
| 溫碧霞 | May    | 原聲     | 眾人皆稱為May姐 Alex之女友 阿威之冤家，後漸漸喜歡大家 |
| 林偉雄 | 雄哥   | 金剛     | 阿威之大哥                                            |
| 文素   | 雄情婦 | 原聲     | 雄哥之情婦                                            |
| 吳詠虹 | 美友   |          | 阿美之好友                                            |
| 吳鎮宇 | Alex   | 張炳強   | 阿美之男友 因為闖禍而被拘留在緬甸                     |
| 梁思浩 | 文     | 原聲     | 阿威之手下                                            |
| 余倩文 | 華     | 原聲     | 阿威之手下                                            |
| 馬安   |        |          |                                                       |
| ANOUK  | ANOUK  |          | 緬甸游擊隊，喜歡阿威                                  |
| 陳樹織 |        |          |                                                       |
| 楚爵年 |        |          |                                                       |

## 外部連結
- 香港影庫上《蠻荒的童話》的資料（繁體中文）
- 豆瓣电影上《蠻荒的童話》的資料 （简体中文）
- 互联网电影数据库（IMDb）上《蠻荒的童話》的资料（英文）